# ليو باتلر
ليو باتلر (بالإنجليزية: Leo Butler)‏ هو كاتب مسرحي بريطاني، ولد في 1974 في شفيلد في المملكة المتحدة.